# Temple Normanton
Temple Normanton är en civil parish i Storbritannien.   Den ligger i distriktet North East Derbyshire i grevskapet Derbyshire i England, i den sydöstra delen av landet, 210 km norr om huvudstaden London. Antalet invånare är 490.